# Skaill House
Skaill House est une maison des Orcades, au Royaume-Uni. Située à proximité immédiate du site archéologique de Skara Brae, sur la côte ouest de Mainland, elle se visite avec un même ticket.